# Kenneth Vermeer
Kenneth Harold Vermeer  (Amsterdã, 10 de janeiro de 1986) é um futebolista neerlandês que atua como goleiro. Atualmente, joga pelo Cincinnati.

## Carreira
Kenneth Vermeer representou a Seleção Neerlandesa de Futebol, nas Olimpíadas de 2008. 

## Títulos
Ajax
- Eredivisie: 2010–11, 2011–12, 2012–13, 2013–14
- Copa dos Países Baixos: 2005–06, 2006–07, 2009–10
- Supercopa dos Países Baixos: 2005, 2006, 2013
- Copa Eusébio: 2014

Feyenoord
- Copa dos Países Baixos: 2015–16
- Campeonato Neerlandês: 2016–17
- Supercopa dos Países Baixos: 2017

Países Baixos
- Campeonato Europeu Sub-21: 2006, 2007